# Бібі Джонс
Бі́бі Джонс (англ. Bibi Jones), також відома як Брітні Бет і Лексі Джонс (англ. Britney Beth, англ. Lexy Jones; нар. 23 липня 1991, Оклахома-Сіті, Оклахома, США) — американська порноакторка.

## Порноіндустрія
У 19 років Бібі Джонс стала наймолодшою акторкою студії «Digital Playground», з'явившись у відео у грудні 2010 року як Брітні Бет.
За словами Джонс, бейсбольний агент використовував її для вербування нових гравців, обіцяючи після гри познайомити їх з порноакторкою.
17 липня 2012 року у Facebook і Twitter Джонс оголосила про свій вихід з порноіндустрії. 5 лютого 2013 року вона офіційно повернулась, щоб відпрацювати три роки за контрактом з Digital Playground. Під час її перерви, за словами Джонс, у неї була «звичайна робота», вона займалася продажами та маркетингом у реставраційній компанії в Аризоні, і планує продовжити там працювати в перервах між зйомками.

## Особисте життя
У жовтні 2013 року Джонс оголосила через Twitter, що вагітна, і у квітні 2014 року народила сина.